# Sándor Kisfaludy
Sándor Kisfaludy (n. 27 septembrie 1772 - d. 28 octombrie 1844) a fost un scriitor maghiar, fratele scriitorului Károly Kisfaludy.
Este considerat precursor al romantismului.
A scris o lirică melancolică și senzualistă, îmbinând petrarchismul cu sensibilitatea preromantică.

## Scrieri
- 1802: Iubiri tânguitoare ("A kesergő szerelem"), poezie
- 1807: Iubiri fericite ("A boldog szerelem"), poezie
- 1807 și 1822/1838: Povești maghiare de odinioară ("Regék a magyar előidőből")
- 186: Hunyady János, tragedie.